# Cristina Donadio
Cristina Donadio (Napoli, 7 novembre 1960) è un'attrice italiana.

## Biografia
Attiva al cinema, sulle scene e in tv, è stata diretta spesso da Pappi Corsicato.
Ha raggiunto la notorietà televisiva interpretando la boss malavitosa Scianel nella serie tv Gomorra.

## Filmografia

### Cinema
- Nel regno di Napoli, regia di Werner Schroeter (1978)
- Razza selvaggia, regia di Pasquale Squitieri (1979)
- Bim bum bam, regia di Aurelio Chiesa (1981)
- La pelle, regia di Liliana Cavani (1981)
- La festa perduta, regia di Pier Giuseppe Murgia (1981)
- Stangata napoletana, regia di Vittorio Caprioli (1983)
- Commando Leopard, regia di Antonio Margheriti (1985)
- La donna delle meraviglie, regia di Alberto Bevilacqua (1985)
- Maledetta Euridice, regia di Leandro Lucchetti (1986)
- Nessuno, regia di Francesco Calogero (1992)
- Libera, regia di Pappi Corsicato (1993)
- I buchi neri, regia di Pappi Corsicato (1995)
- Malemare, regia di Pasquale Marrazzo (1997)
- I vesuviani, regia di Pappi Corsicato (1997)
- Rose e pistole, regia di Carla Apuzzo (1998)
- Animali che attraversano la strada, regia di Isabella Sandri (2000)
- Chimera, regia di Pappi Corsicato (2001)
- Asuddelsole, regia di Pasquale Marrazzo (2001)
- L'era legale, regia di Enrico Caria (2011)
- Perez., regia di Edoardo De Angelis (2014)
- Core & sang, regia di Lucio Fiorentino (2015)
- La parrucchiera, regia di Stefano Incerti (2017)
- Aeffetto Domino, regia di Fabio Massa (2017)
- Voce 'e sirena, regia di Sandro Dionisio (2017)
- Il vizio della speranza, regia di Edoardo De Angelis (2018)
- Applausi, regia di Angelo Calculli (2018)
- L'eroe, regia di Cristiano Anania (2019)
- L'uomo senza gravità, regia di Marco Bonfanti (2019)
- Mai per sempre, regia di Fabio Massa (2020)
- Con tutto il cuore, regia di Vincenzo Salemme (2021)
- Sposa in rosso, regia di Gianni Costantino (2022)
- La cura, regia di Francesco Patierno (2022)
- Global Harmony, regia di Fabio Massa (2024)
- Nero, regia di Giovanni Esposito (2024)

### Televisione
- La mano sugli occhi (1979)
- L'indizio - 5 inchieste per un commissario, episodio - Ileana addio (1982)
- Western di cose nostre, regia di Pino Passalacqua (1984)
- Linda e il brigadiere, regia di Gianfrancesco Lazotti (2000)
- La squadra registi vari (2003)
- Gomorra - La serie - serie TV, 15 episodi (2016-2017)
- Sensualità a corte, regia di Marcello Cesena (2018-2019)
- Vivi e lascia vivere, regia di Pappi Corsicato - serie TV, episodi 1x11-1x12 (2020)
- A Classic Horror Story, regia di Roberto De Feo e Paolo Strippoli - film Netflix (2021)
- Gomorra - La serie: 10 anni dopo, regia di Max De Carolis - documentario (2024)

### Cortometraggi
- Westmoreland Naples, regia di Pietro Baldoni e Marcello Garofalo (1996)
- Carmen, regia di Massimo Salvato (2005)
- Solo agli occhi, regia di Sandro Dionisio (2006)[1]
- Gli occhi di cristo, regia di Luigi Barbieri (2007)
- Simposio Suino in re minore, regia di Francesco Filippini (2017)[2]
- The Loony Boxer, regia di Paolo Strippoli (2018)
- La scelta - The choice, regia di Giuseppe Alessio Nuzzo (2019)

## Programmi televisivi
- Amici Celebrities,  talent show  (2019) - concorrente
- Home Restaurant, programma di cucina (2023) - giudice ospite

## Teatro
- È tutto qui e nulla è compiuto (2014)[3]
- Butterfly Suite, regia di Marco Zurzolo (2015)
- Dalla parte di Zeno, regia di Andrea Renzi (2015)[4]
- Bordello di mare con città di Enzo Moscato, regia di Carlo Cerciello (2016)[5]
- Raccogliere e bruciare liberamente ispirato alla Antologia di Spoon River di Edgar Lee Masters, regia di Enzo Moscato (2017-2018)[6]